# Jambalaya (zenekar)
A Jambalaya zenekar nevét New Orleans nemzeti ételétől kölcsönözte, mert a New Orleans-i hagyományos zenéből táplálkozik, arra az autentikus hangzásra törekszik.

## Története
2005-ben debütált a zenekar, amit az énekes, zongorista, zeneszerző Nemes Zoltán alapított.
A Jambalaya zenéjében és hangszerelésében a választott stílushoz való ragaszkodás a fő szempont, ezért évekig nincs a zenekarban állandó szólógitáros. A saját szerzemények mellett stílushűen játszanak Bob Shad, Allen Toussaint, Junior Wells, Professor Longhair, Otis Redding, Dr. John, Fats Domino, Johnny Adams dalokat is.
Lemezbemutató koncertjük 2006-ban volt a Gödör Klubban.  2007-ben a Gundel Művészeti Alapítvány jelöltjei és a XIX. Gronau jazzfesztivál fellépői voltak. 2008-ban élő koncerttel mutatkoztak be a Merlin Színházban, 2009-ben európai koncertturné keretein belül jártak Németországban, Belgiumban és Hollandiában, közben elkészült első magyar nyelvű lemezük. 2010-ben megkapták a Gundel Művészeti Díjat. 2014-ben Bellák Miklós gitárossa bővül a zenekar. 2017-ben kiadják video live session lemezüket. Kizárólag saját dalokat tartalmazó albumuk 'Whatever Happens' címmel 2019-ben jelent meg. 2024-ben pedig 'Starry Road To Nowhere' címmel került a polcokra lemezük.

## Lemezek
- I Just Wanted to Say (CD, 2006; MMM Records)
- Wonder What Can Happen (CD+DVD, 2008; koncertlemez, Merlin Színház; Narrator Records)
- Végállomás, vagy utazás (CD, 2009; Narrator Records)
- Mardi Gras Mese (CD, 2014; numberOne Records)
- Live Session (CD, 2017; Eastern Deluxe)
- Whatever Happens (CD, 2019; Eastern Deluxe)
- Starry Road to Nowhere (CD, 2024; Eastern Deluxe)